# Municipio de Rollingstone
El municipio de Rollingstone (en inglés: Rollingstone Township) es un municipio ubicado en el condado de Winona en el estado estadounidense de Minnesota. En el año 2010 tenía una población de 701 habitantes y una densidad poblacional de 7,99 personas por km².

## Geografía
El municipio de Rollingstone se encuentra ubicado en las coordenadas 44°7′5″N 91°47′58″O / 44.11806, -91.79944. Según la Oficina del Censo de los Estados Unidos, el municipio tiene una superficie total de 87.7 km², de la cual 77,11 km² corresponden a tierra firme y (12,07 %) 10,59 km² es agua.

## Demografía
Según el censo de 2010, había 701 personas residiendo en el municipio de Rollingstone. La densidad de población era de 7,99 hab./km². De los 701 habitantes, el municipio de Rollingstone estaba compuesto por el 96,15 % blancos, el 0,71 % eran amerindios, el 2,71 % eran asiáticos, el 0,14 % eran de otras razas y el 0,29 % eran de una mezcla de razas. Del total de la población el 1 % eran hispanos o latinos de cualquier raza.